# Serrodes cordifera
Serrodes cordifera là một loài bướm đêm trong họ Erebidae.